# Élections municipales turques de 2019
Les élections municipales turques de 2019 (2019 Türkiye Cumhuriyeti Yerel Yönetimler Seçimi) se sont tenues le 31 mars 2019 en Turquie afin d'élire 20 500 conseillers municipaux et 1 251 conseillers provinciaux ainsi que 30 maires métropolitains et 1 351 maires de districts municipaux.

## Campagne

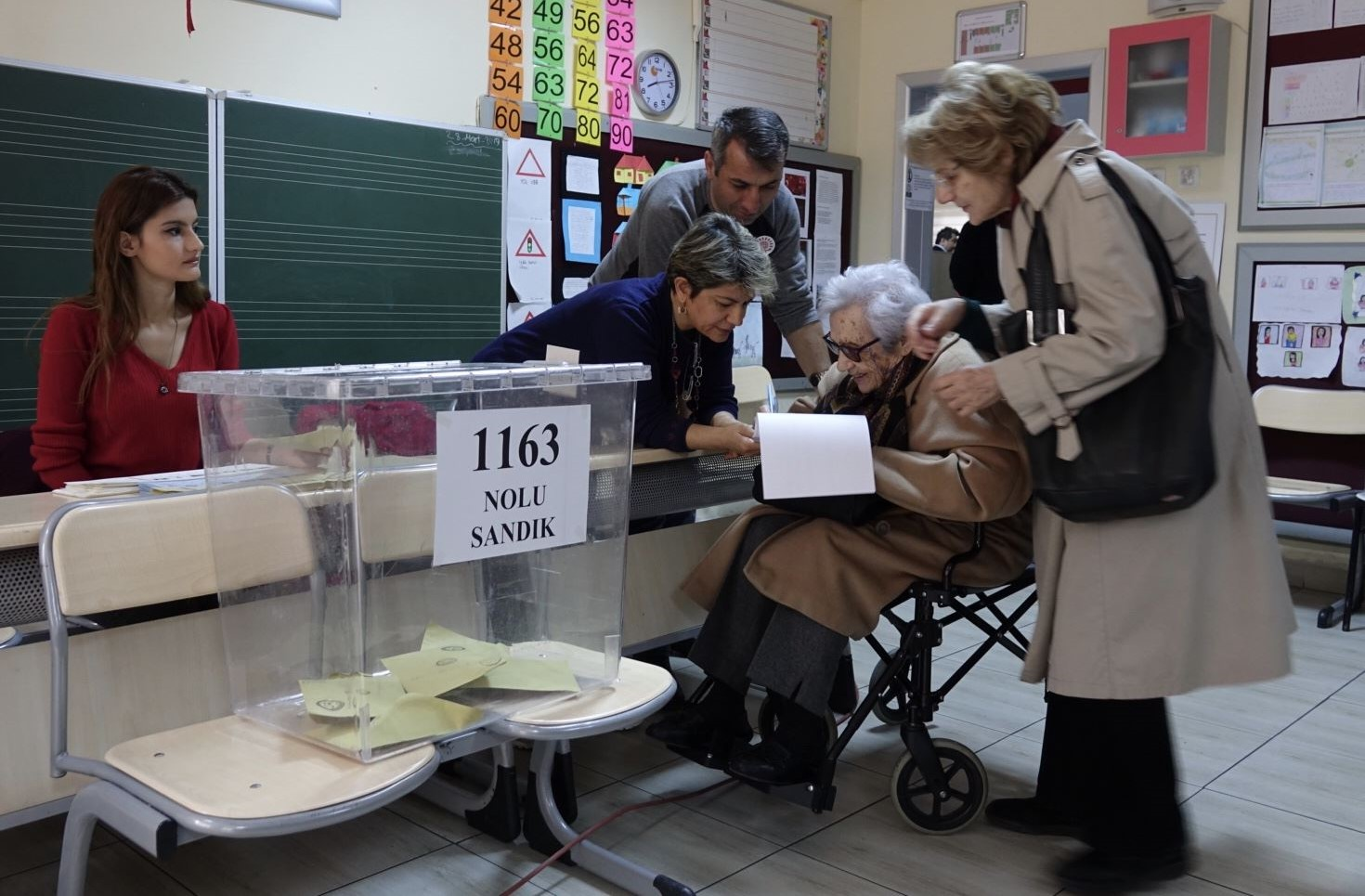
Photo lors des élections de 2019

Le scrutin est marqué par la forte implication du président Recep Tayyip Erdoğan dans la campagne, face à la menace d'une perte par son parti, l'AKP, de plusieurs grandes villes et dans le contexte d'une relative perte de soutiens au sein de ses alliés politiques. Il provoque notamment la polémique par sa diffusion au cours de rassemblements de campagne de la vidéo tournée par le terroriste islamophobe Brenton Tarrant lors des attentats de Christchurch  en Nouvelle-Zélande. La campagne est surtout marquée par une récession économique, une première depuis 2009, la dépréciation de la lire turque et une augmentation du chômage.
Le 24 mars 2019, Erdoğan évoque lors d'une interview télévisée la possibilité de transformer en mosquée le musée Sainte-Sophie (initialement une basilique, elle a été transformée en mosquée par les Ottomans puis en musée par Atatürk). Quelques heures avant, il organise un meeting commun avec son allié ultra-nationaliste Bahçeli à Yenikapı où des milliers de personnes se sont réunies. Au cours de ce meeting, Erdoğan menace notamment les banquiers qui auraient provoqué la récente dépréciation de la livre turque et promet de grands projets pour Istanbul : une « vallée de la biotechnologie » (6 milliards ₺), un centre de développement technologique (3,5 milliards ₺) et de grands studios de tournage (900 millions ₺),.
Le jour du scrutin, des rixes ont lieu dans plusieurs bureaux de vote. Deux personnes (Hasan et İlyas Aktaş) sont tuées et une autre personne (Ali Aktaş) blessée à Malatya. Selon Temel Karamollaoğlu, du Parti de la félicité, il s'agit du personnel du bureau de vote, et les deux personnes décédées des membres de son parti. Selon Karamollaoğlu, l'incident aurait été provoqué par des proches de Mikail Sülük, candidat AKP de la ville de Pötürge,.
Au cours du dernier mois avant les élections (enre le 1er février et le 29 mars), sur la chaîne de télévision publique turque TRT Haber, l'AKP comptabilise un temps de parole favorable de 146 heures 38 minutes et 29 secondes, le CHP un temps de parole favorable de 21 heures 12 minutes et 45 secondes et le HDP un temps de parole favorable de 36 secondes.

## Maires destitués entre 2014 et 2019

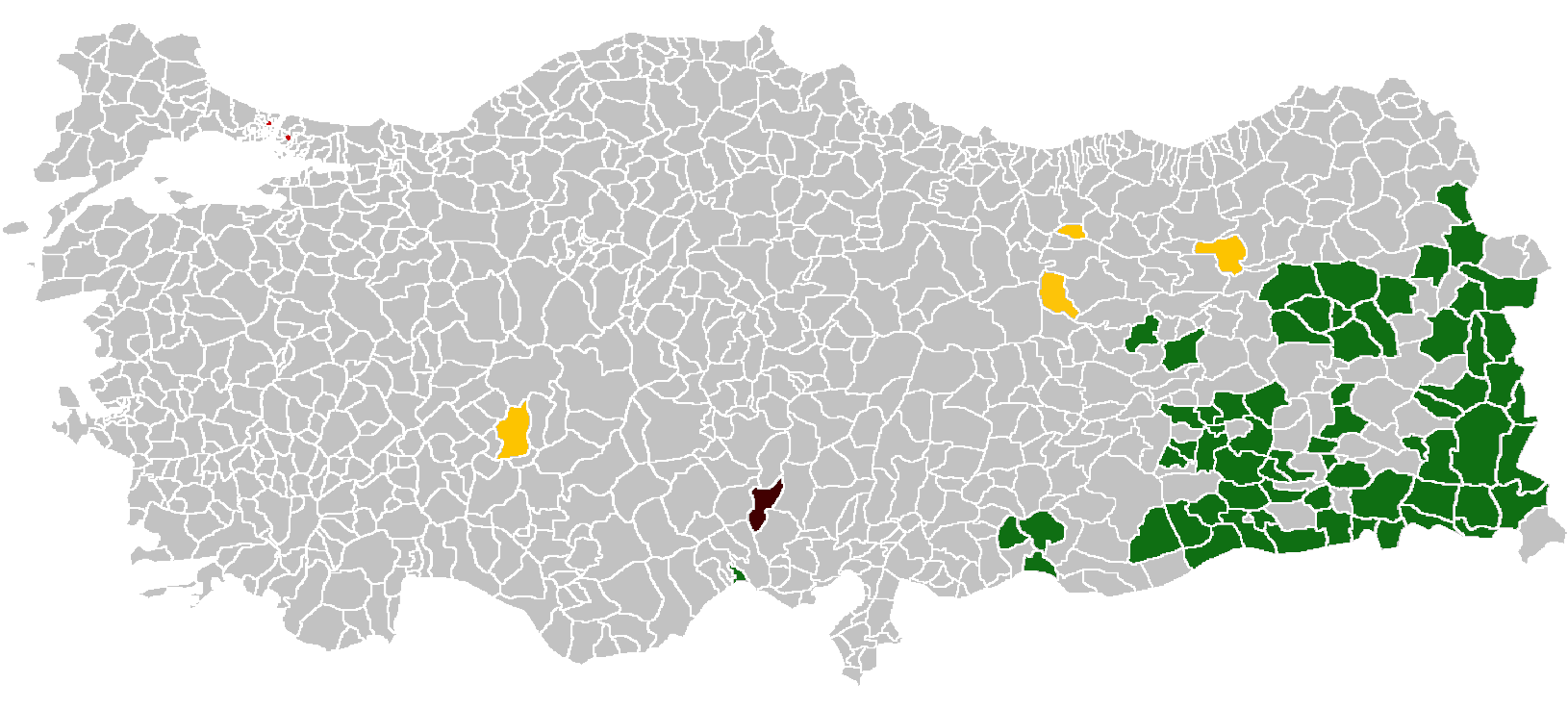
Carte des maires destitués depuis 2014:
BDP (92) : Liens avec le PKK.
AKP (4) : Liens avec FETÖ.
CHP (2) : Corruption.
MHP (1) : Liens avec FETÖ.

De nombreux maires, en particulier ceux du BDP, ont été destitués — et souvent emprisonnés — par le pouvoir depuis 2014 et remplacés par des administrateurs nommés par le gouvernement (voir Notes). C'est le cas par exemple de Gültan Kışanak, élu co-maire de Diyarbakır en 2014, mais qui a été destitué, arrêté pour propagande terroriste et remplacé par Cumali Atilla, membre de l'AKP, en 2016.

## Résultats
Les résultats sont vus comme un important revers pour l'AKP qui perd Ankara, Istanbul, Antalya et Adana. Cependant, le parti du président conserve la majorité des votes à l'échelle du pays, obtenant 51,67 % avec son allié du MHP,. L'AKP dépose cependant des recours à Ankara, Istanbul, Yalova, Iğdır et Kars, alors que le Conseil électoral supérieur (YSK) dénonce la diffusion de chiffres fantaisistes à Istanbul de la part de l'agence Anadolu. La participation s'élève à 84,66% de suffrages exprimés. Alors que l'AKP finit par réclamer une nouvelle élection à Istanbul, à la suite du rejet de sa décision initiale « l'agence de presse DHA, une enquête a été lancée mardi matin à Büyükçekmece à la suite d'accusations selon lesquelles plus de 11 000 personnes s'étaient enregistrées dans ce district stambouliote juste avant les élections sans y habiter réellement ».
Pour la première fois de l'histoire de la Turquie, un maire communiste est élu à la tête d'un chef-lieu de province. Il s'agit de Fatih Mehmet Maçoğlu, membre du Parti communiste de Turquie (TKP) et ancien maire d'Ovacık, élu à la tête de Tunceli, une ville majoritairement peuplée de Zazas alévis,,.
Le 6 mai 2019, le YSK annule et ordonne par un vote de sept contre quatre la tenue de nouvelles élections à Istanbul à la suite d'une « requête extraordinaire » de l'AKP, qui dénonce des « irrégularités » le jour du scrutin. Selon eux, certains responsables des bureaux de vote à Istanbul n'étaient pas des fonctionnaires comme l'exige la loi mais des employés du secteur privé. Le nouveau scrutin aura lieu le 23 juin. Seul le mandat du maire est concerné (et non les conseils municipaux, restés aux mains de l'AKP). Le mandat d'Ekrem İmamoğlu prend fin et il est remplacé par un administrateur (kayyım) nommé par le ministère de l'Intérieur, le préfet d'Istanbul Ali Yerlikaya. Par ailleurs, le YSK publie dans les bureaux de vote la liste de quelque 40 000 électeurs jugés « suspects » et décrits comme « mentalement instables, incapables d'exercer leur droit de vote ». Ces électeurs devront prouver notamment par un certificat médical qu'ils sont sains d'esprit pour pouvoir voter. L'opposition dénonce des pressions à l'encontre du YSK et une atteinte à la démocratie,. En soutien à İmamoğlu à la suite de cette décision, des manifestations ont lieu et des internautes lancent sur les réseaux sociaux le hashtag « Her sey çok güzel olacak » (« Tout ira bien »), qui est repris par plusieurs personnalités,.
İmamoğlu remporte le scrutin du 23 juin 2019 à Istanbul encore plus largement. Durant la campagne, il a été assimilé par l'AKP à la figure du « Grec ennemi de la nation », voulant « transformer Istanbul en Constantinople ». Il a également été sujet à des accusations de terrorisme. Recep Tayyip Erdoğan affirme en effet : « Mon frère Yildirim [candidat de l'AKP] concourt contre un candidat FETÖ [« organisation terroriste güleniste »] à Istanbul ».

### Résultats par province

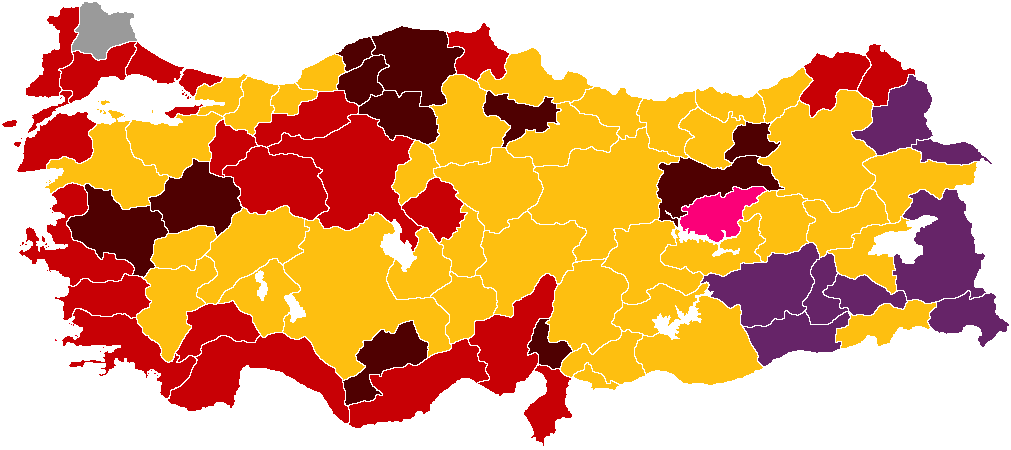
Carte du parti en tête des chefs-lieux de province :
AKP
CHP
HDP
MHP
TKP
Sans étiquette

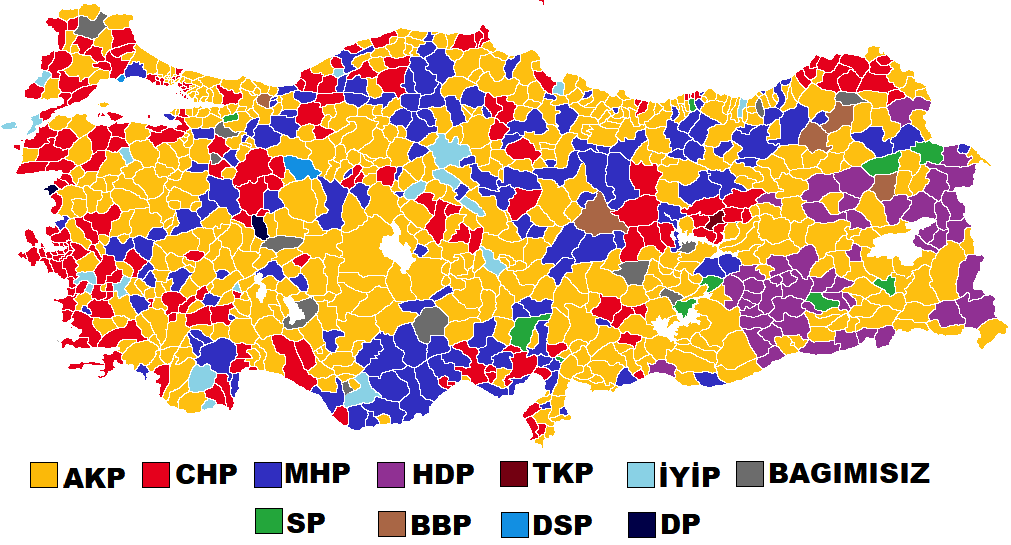
Par district.

En gras les municipalités ayant le statut de métropole.
| Municipalité   | Maire sortant                | Parti | Maire élu ou réélu                          | Parti |
| -------------- | ---------------------------- | ----- | ------------------------------------------- | ----- |
| Adana          | Hüseyin Sözlü                | MHP   | Zeydan Karalar                              | CHP   |
| Adıyaman       | Fehmi Hüsrev Kutlu           | AKP   | Süleyman Kılınç                             | AKP   |
| Afyonkarahisar | Burhanettin Çoban            | AKP   | Mehmet Zeybek                               | AKP   |
| Ağrı           | Musa Işın                    | IND   | Savcı Sayan                                 | AKP   |
| Amasya         | Cafer Özdemir                | AKP   | Mehmet Sarı                                 | MHP   |
| Ankara         | Mustafa Tuna                 | AKP   | Mansur Yavaş                                | CHP   |
| Antalya        | Menderes Mehmet Tevfik Türel | AKP   | Muhittin Böcek                              | CHP   |
| Artvin         | Mehmet Kocatepe              | AKP   | Demirhan Elçin                              | CHP   |
| Aydın          | Özlem Çerçioğlu              | CHP   | Özlem Çerçioğlu                             | CHP   |
| Balıkesir      | Ahmet Edip Uğur              | AKP   | Yücel Yılmaz                                | AKP   |
| Bilecik        | Selim Yağcı                  | AKP   | Cemal Akın                                  | CHP   |
| Bingöl         | Yücel Barakazi               | AKP   | Erdal Arıkan                                | AKP   |
| Bitlis         | Ahmet Çınar                  | IND   | Nesrullah Tanğlay                           | AKP   |
| Bolu           | Alaaddin Yılmaz              | AKP   | Tanju Özcan                                 | CHP   |
| Burdur         | Ali Orkun Ercengiz           | CHP   | Ali Orkun Ercengiz                          | CHP   |
| Bursa          | Recep Altepe                 | AKP   | Alinur Aktaş                                | AKP   |
| Çanakkale      | Ülgür Gökhan                 | CHP   | Ülgür Gökhan                                | CHP   |
| Çankırı        | İrfan Dinç                   | AKP   | İsmail Hakkı Esen                           | MHP   |
| Çorum          | Muzaffer Külcü               | AKP   | Halil İbrahim Aşgın                         | AKP   |
| Denizli        | Osman Zolan                  | AKP   | Osman Zolan                                 | AKP   |
| Diyarbakır     | Cumali Atilla                | IND   | Adnan Selçuk Mızraklı, Hülya Alökmen Uyanık | HDP   |
| Edirne         | Recep Gürkan                 | CHP   | Recep Gürkan                                | CHP   |
| Elazığ         | Mücahit Yanılmaz             | AKP   | Şahin Şerifoğulları                         | AKP   |
| Erzincan       | Cemalettin Başsoy            | AKP   | Bekir Aksun                                 | MHP   |
| Erzurum        | Mehmet Sekmen                | AKP   | Mehmet Sekmen                               | AKP   |
| Eskişehir      | Yılmaz Büyükerşen            | CHP   | Yılmaz Büyükerşen                           | CHP   |
| Gaziantep      | Fatma Şahin                  | AKP   | Fatma Şahin                                 | AKP   |
| Giresun        | Kerim Aksu                   | CHP   | Aytekin Şenlikoğlu                          | AKP   |
| Gümüşhane      | Ercan Çimen                  | AKP   | Ercan Çimen                                 | AKP   |
| Hakkâri        | Cüneyt Epçim                 | IND   | Cihan Karaman                               | HDP   |
| Hatay          | Lütfü Savaş                  | CHP   | Lütfü Savaş                                 | CHP   |
| Isparta        | Yusuf Ziya Günaydın          | MHP   | Şükrü Başdeğirmen                           | AKP   |
| Mersin         | Burhanettin Kocamaz          | İYİ   | Vahap Seçer                                 | CHP   |
| Istanbul       | Mevlüt Uysal                 | AKP   | Ekrem İmamoğlu                              | CHP   |
| İzmir          | Aziz Kocaoğlu                | CHP   | Mustafa Tunç Soyer                          | CHP   |
| Kars           | Murtaza Karaçanta            | MHP   | Ayhan Bilgen                                | HDP   |
| Kastamonu      | Tahsin Babaş                 | AKP   | Rahmi Galip Vidinlioğlu                     | MHP   |
| Kayseri        | Mehmet Özhaseki              | AKP   | Memduh Büyükkılıç                           | AKP   |
| Kırklareli     | Mehmet Siyam Kesimoğlu       | CHP   | Mehmet Siyam Kesimoğlu                      | IND   |
| Kırşehir       | Yaşar Bahçeci                | AKP   | Selahattin Ekicioğlu                        | CHP   |
| Kocaeli        | İbrahim Karaosmanoğlu        | AKP   | Tahir Büyükakın                             | AKP   |
| Konya          | Tahir Akyürek                | AKP   | Uğur İbrahim Altay                          | AKP   |
| Kütahya        | Kamil Saraçoğlu              | AKP   | Alim Işık                                   | MHP   |
| Malatya        | Ahmet Çakır                  | AKP   | Selahattin Gürkan                           | AKP   |
| Manisa         | Cengiz Ergün                 | MHP   | Cengiz Ergün                                | MHP   |
| Kahramanmaraş  | Fatih Mehmet Erkoç           | AKP   | Hayrettin Güngör                            | AKP   |
| Mardin         | Mustafa Yaman                | IND   | Ahmet Türk                                  | HDP   |
| Muğla          | Osman Gürün                  | CHP   | Osman Gürün                                 | CHP   |
| Muş            | Feyat Asya                   | AKP   | Feyat Asya                                  | AKP   |
| Nevşehir       | Hasan Ünver                  | AKP   | Rasim Arı                                   | AKP   |
| Niğde          | Faruk Akdoğan                | AKP   | Emrah Özdemir                               | AKP   |
| Ordu           | Enver Yılmaz                 | AKP   | Mehmet Hilmi Güler                          | AKP   |
| Rize           | Reşat Kasap                  | AKP   | Rahmi Metin                                 | AKP   |
| Sakarya        | Zeki Toçoğlu                 | AKP   | Ekrem Yüce                                  | AKP   |
| Samsun         | Yusuf Ziya Yılmaz            | AKP   | Mustafa Demir                               | AKP   |
| Siirt          | Ceyhun Dilşad Taşkın         | IND   | Berivan Helen Işık                          | HDP   |
| Sinop          | Baki Ergül                   | CHP   | Barış Ayhan                                 | CHP   |
| Sivas          | Sami Aydın                   | AKP   | Hilmi Bilgin                                | AKP   |
| Tekirdağ       | Kadir Albayrak               | CHP   | Kadir Albayrak                              | CHP   |
| Tokat          | Eyüp Eroğlu                  | AKP   | Eyüp Eroğlu                                 | AKP   |
| Trabzon        | Orhan Fevzi Gümrükçüoğlu     | AKP   | Murat Zorluoğlu                             | AKP   |
| Tunceli        | Tuncay Sonel                 | IND   | Fatih Mehmet Maçoğlu                        | TKP   |
| Şanlıurfa      | Celalettin Güvenç            | AKP   | Zeynel Abidin Beyazgül                      | AKP   |
| Uşak           | Nurullah Cahan               | AKP   | Mehmet Çakın                                | AKP   |
| Van            | İbrahim Taşyapan             | IND   | Bedia Özgökçe Ertan                         | HDP   |
| Yozgat         | Kazım Arslan                 | AKP   | Celal Köse                                  | AKP   |
| Zonguldak      | Muharrem Akdemir             | CHP   | Ömer Selim Alan                             | AKP   |
| Aksaray        | Haluk Şahin Yazgı            | AKP   | Evren Dinçer                                | AKP   |
| Bayburt        | Mete Memiş                   | AKP   | Hükmü Pekmezci                              | MHP   |
| Karaman        | Ertuğrul Çalışkan            | AKP   | Savaş Kalaycı                               | MHP   |
| Kırıkkale      | Mehmet Saygılı               | AKP   | Mehmet Saygılı                              | AKP   |
| Batman         | Ertuğrul Şeref Aksoy         | IND   | Mehmet Demir                                | HDP   |
| Şırnak         | Turan Bedirhanoğlu           | IND   | Mehmet Yarka                                | AKP   |
| Bartın         | Cemal Akın                   | MHP   | Cemal Akın                                  | MHP   |
| Ardahan        | Faruk Köksoy                 | AKP   | Faruk Demir                                 | CHP   |
| Iğdır          | Murat Yikit                  | IND   | Yaşar Akkuş                                 | HDP   |
| Yalova         | Vefa Salman                  | CHP   | Vefa Salman                                 | CHP   |
| Karabük        | Rafet Vergili                | MHP   | Rafet Vergili                               | MHP   |
| Kilis          | Hasan Kara                   | AKP   | Mehmet Abdi Bulut                           | AKP   |
| Osmaniye       | Kadir Kara                   | MHP   | Kadir Kara                                  | MHP   |
| Düzce          | Mehmet Keleş                 | AKP   | Faruk Özlü                                  | AKP   |

### Résultats par parti
| Parti | Parti                                   | Parti                                   | Mairies    | Mairies   | Mairies                                    |
| Parti | Parti                                   | Parti                                   | Métropoles | districts | chefs-lieux de provinces (hors métropoles) |
| ----- | --------------------------------------- | --------------------------------------- | ---------- | --------- | ------------------------------------------ |
|       | Parti de la justice et du développement | Parti de la justice et du développement | 15         | 761       | 24                                         |
|       | Parti républicain du peuple             | Parti républicain du peuple             | 11         | 242       | 10                                         |
|       | Parti d'action nationaliste             | Parti d'action nationaliste             | 1          | 244       | 10                                         |
|       | Parti démocratique des peuples          | Parti démocratique des peuples          | 3          | 67        | 5                                          |
|       | Le Bon Parti                            | Le Bon Parti                            | 0          | 25        | 0                                          |
|       | Parti communiste de Turquie             | Parti communiste de Turquie             | 0          | 1         | 1                                          |
|       | Parti de la félicité                    | Parti de la félicité                    | 0          | 20        | 0                                          |
|       | Parti démocrate                         | Parti démocrate                         | 0          | 8         | 0                                          |
|       | Parti de la gauche démocratique         | Parti de la gauche démocratique         | 0          | 6         | 0                                          |
|       | Indépendants                            | Indépendants                            | 0          |           | 1                                          |

### Cartes

#### Par district

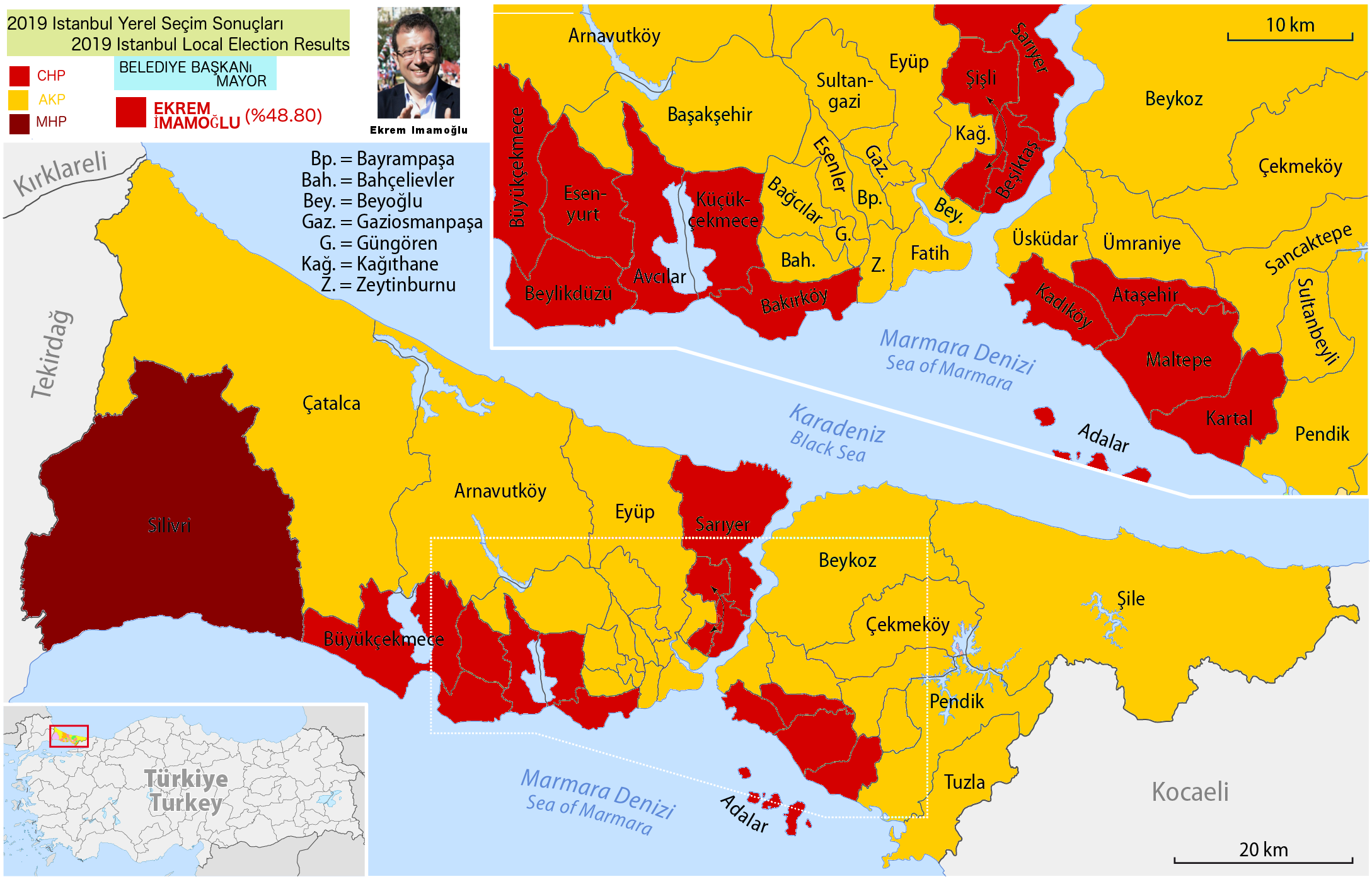
İstanbul
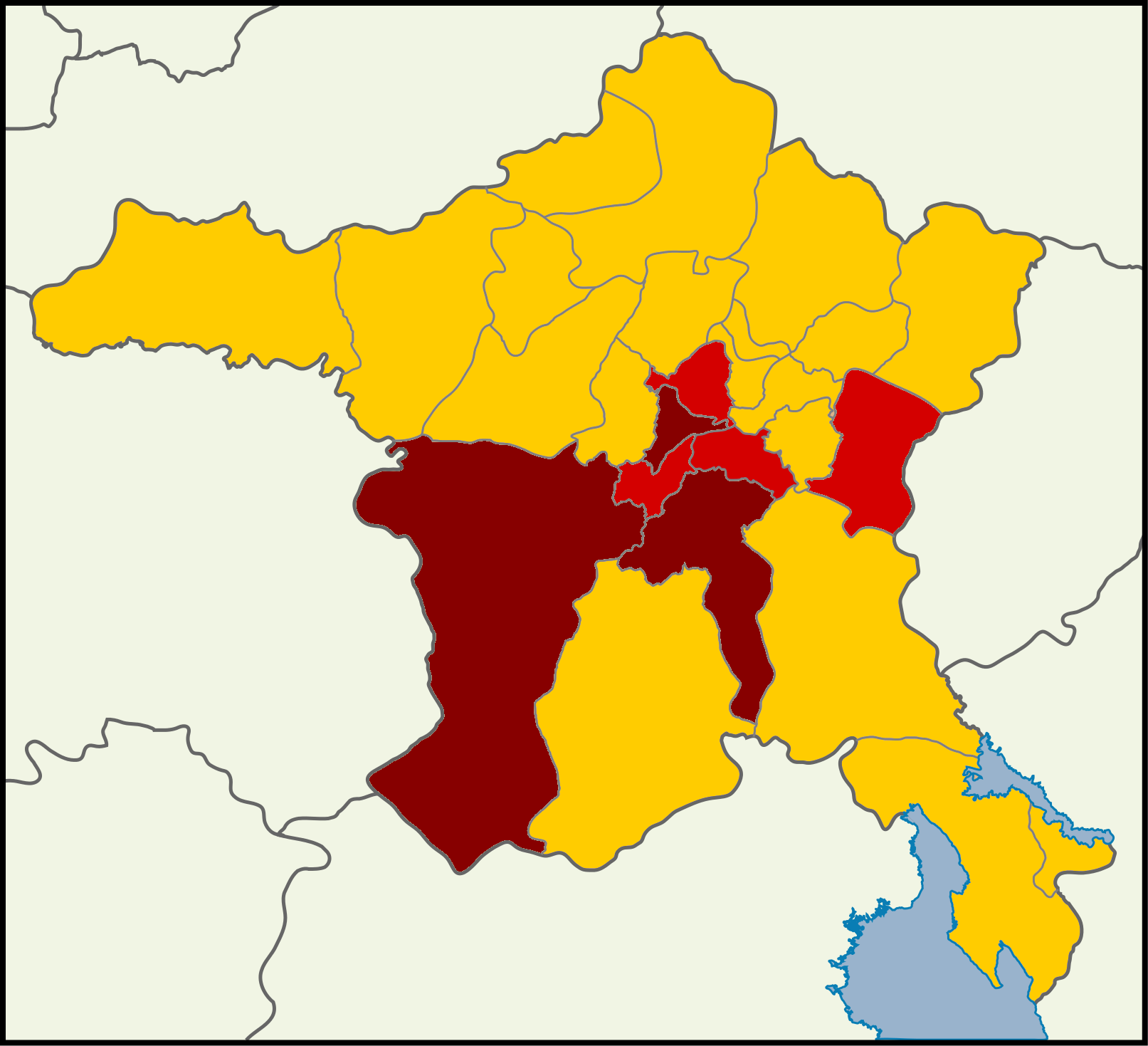
Ankara
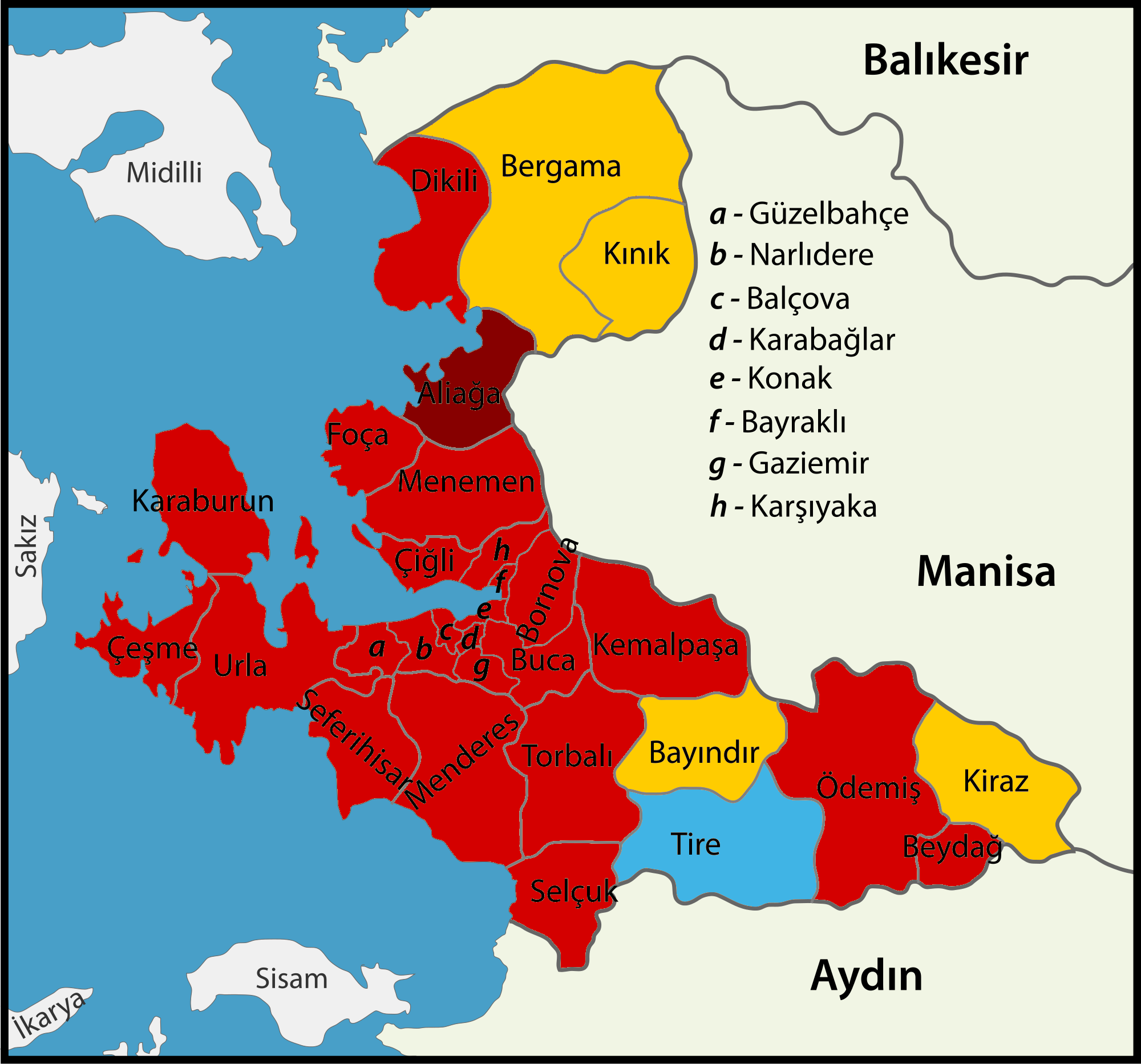
İzmir

#### Par province

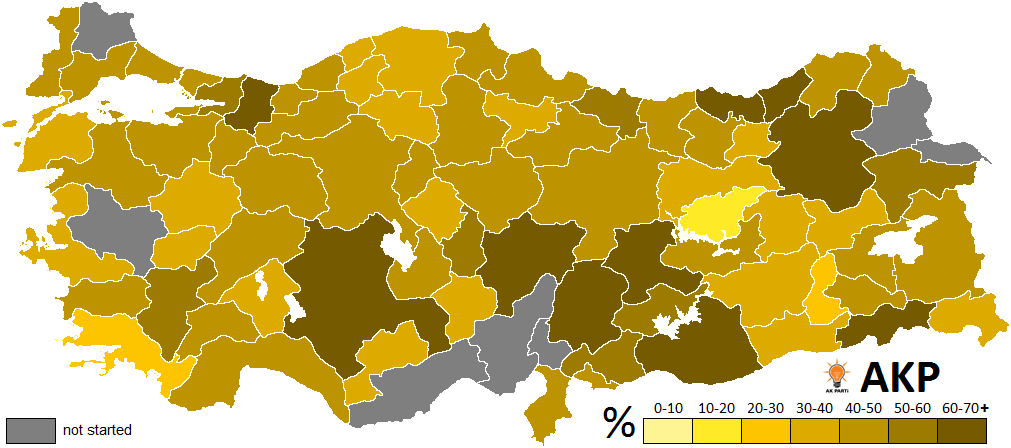
AKP
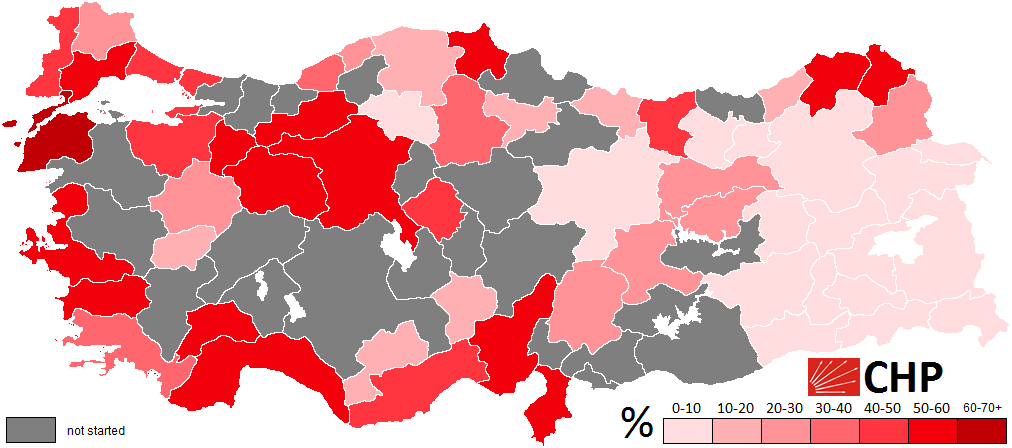
CHP
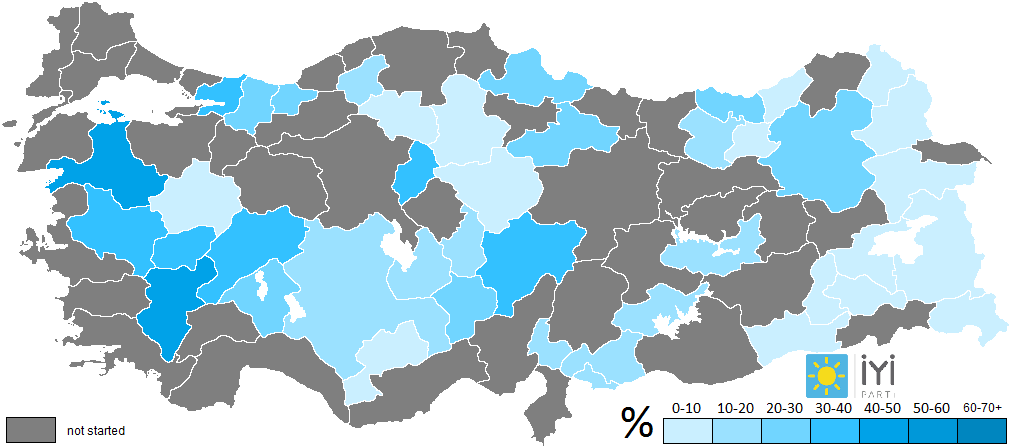
İYİ
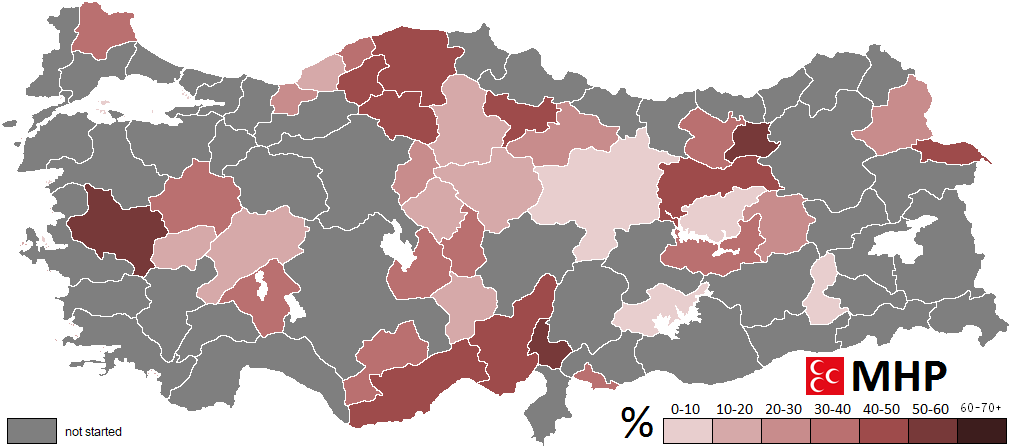
MHP
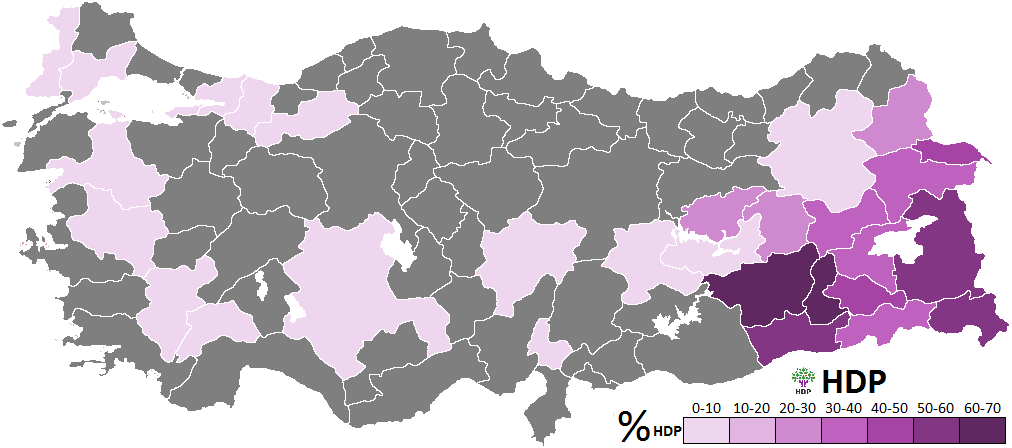
HDP

## Destitutions postérieures
Les maires du HDP (Parti démocratique des peuples) de Diyarbakir, Adnan Selçuk Mizrakli, de Mardin, Ahmet Türk, et de Van, Bedia Özgökçe Ertan, sont démis de leurs fonctions dans la nuit du 18 au 19 août 2019.
A la date du 21 novembre 2019, un total de 20 maires du HDP, opposants au régime d'Erdogan ont été démis de leurs fonctions par l'État turc.